# Ricardo Ehrlich
Ricardo Mario Ehrlich Szalmian (Montevidéu, 4 de novembro de 1948) é um biólogo, cientista, acadêmico e político uruguaio, filiado na Frente Ampla. Foi Intendente (prefeito) de Montevidéu entre 2005 e 2010 e ministro da Educação e Cultura entre 2010 e 2015 durante o governo de José Mujica.

## Biografia
Nascido em Montevideu a 4 de novembro de 1948, Ehrlich é filho de imigrantes judeus polacos. Estudou o ensino fundamental e médio em instituições públicas. Desde a sua juventude, se envolveu em grupos revolucionários de esquerda, e em 1973 se exilou em Buenos Aires, onde trabalhou como técnico químico. Um ano depois, viajou para Estrasburgo, onde fez um mestrado em ciências na Université Louis-Pasteur, e cinco anos depois, recebeu o título de Doutor em Ciências Físicas.
Regressou ao Uruguai em 1987, dois anos após o fim da ditadura. Lá, participou na criação da Faculdade de Ciências da Universidade da República e do Laboratório de Bioquímica e Biologia Molecular, onde começou a atuar como professor e acadêmico. Em 1997 assumiu o cargo de Reitor da Faculdade de Ciências. Em fevereiro de 2005, ingressou na política partidária como candidato à prefeitura de Montevidéu pelo partido Frente Ampla. Ehrlich venceu as eleições municipais com 59% dos votos.
Após a vitória de José Mujica nas eleições gerais de 2009, Ehrlich foi nomeado ministro da Educação e Cultura. Seu mandato como intendente terminou em 26 de fevereiro de 2010, e assumiu o ministério em 1º de março. Em 2013, recebeu o Prêmio Konex Mercosur de Ciência e Tecnologia.